# هیگاشی‌کاگورا، هوکایدو
هیگاشی‌کاگورا، هوکایدو (به لاتین: Higashikagura, Hokkaido) یک منطقهٔ مسکونی در ژاپن است که در Kamikawa Subprefecture واقع شده‌است. هیگاشی‌کاگورا  ۱۰٬۳۸۵ نفر جمعیت دارد.